# Gheorghi Balakșin
Gheorghi Balakșin (n. 6 martie 1980, Iakutsk, RSFS Rusă, URSS) este un boxer ce a reprezentat Uniunea Republicilor Sovietice Socialiste, medaliat olimpic. A participat la 2 ediții ale Jocurilor Olimpice (2004, 2008) în care a câștigat o medalie de bronz.